# Julia Ota
Julia Ota (en japonès ジュリアおたあ o 大田ジュリア) (1592 - 1652) fou una catòlica coreana que esdevingué una concubina amb poders polítics del shōgun Tokugawa Ieyasu i més tard fou exiliada amb motiu de la seva fe.

## Vida
Nascuda a Corea, Julia Ota va ser portada al Japó durant les invasions japoneses de Corea (1592–98) pel general japonès líder Konishi Yukinaga. Yukinaga era un devot cristià i la crià com a la seua pròpia filla en la seva casa cristiana on va viure amb la muller de Yukinaga. Va ser batejada pel pare jesuïta Pedro Morejón el 1596 a Uto. Per això "Julia" fou el seu nom baptismal mentre "Ota" era el cognom japonès donat a ella trobat als registres de la Companyia de Jesús — el seu nom coreà original no va ser enregistrat.
Després de la caiguda de Konishi Yukinaga a la batalla de Sekigahara el 1600, Julia Ota va ser obligada a servir al derrocador de Yukinaga, Tokugawa Ieyasu, com a dama de companyia en la seva casa (奥方ノ御物仕). En aquesta funció es va mantenir en contacte amb els missioners del Castell de Fushimi i del Castell de Sunpu i va continuar practicant la seva fe, alhora que influí altres servents de la casa Ieyasu per a convertir-los al cristianisme. Tanmateix, va anar inquietant-se al tindre notícia dels rumors de persecució religiosa ocorreguda durant el període Edo, i va fer arranjaments per distribuir els seus diners i pertinences als cristians afectats per la pobresa.
L'incident Okamoto Daihachi va eixir a la llum el 1612, el qual va fer que Ieyasu sospitara de la influència del cristianisme en els seus servents. Així es va alarmar bastant al descobrir que molts dels seus criats eren cristians, sent la líder Julia Ota. Julia refusà rebutjar la seva fe quan se li presentà un ultimàtum i preferiria donar el cap que rebutjar el seu compromís amb el món. Així que Ieyasu la va expulsar junt a altres servents de mentalitat similar i l'exilià a les Illes Izu. Julia Ota va ser primer enviada a Izu Ōshima, després a Nii-jima, i finalment a Kōzu-shima. Allà on anava Julia, va ser admirada per la seua caritat i evangelisme, i va ser admirada fins al punt de ser-li portats ofrenes després de morir-se fins al segle xx, convertint-se en un kami de les creences xintoistes del lloc.
El 1619 va deixar Kōzu-shima i es va refugiar a Nagasaki, aparentment havent rebut un perdó al voltant del temps que Ieyasu va morir. Allà, malgrat les ordres dels Nagasaki bugyō (oficials de Nagasaki), no va deixar les seues activitats evangelistes i va ser feta fora de sa casa moltes vegades. Segons una carta escrita pel sacerdot jesuïta Francisco Pacheco datada el 15 de febrer de 1622, Julia Ota rebia suport financer de Pacheco a Osaka. Aquest fou l'últim registre sobre Ota.
El 1652 morí de causes naturals amb seixanta anys.

## Commemoració
Malgrat evidència contrària, allà queda un nombre de tombes a les Illes Izu afirmant ser per a Julia Ota. A Izu Ōshima, un temple va ser aixecat a la seva suposada tomba, convertint-lo en un cas rar d'un temple xintoista aixecat sobre una tomba cristiana, i on una ànima cristiana era considerada com un kami. Una altra suposada tomba localitzada a Kōzu-shima era commemorada per un crucifix gran aixecat a l'illa el 1958 per cristians japonesos i coreans, i un festival és realitzat en el seu honor cada maig a l'illa. El 1972, terra de la seva suposada tomba de Kōzu-shima va ser portada a Jeoldu-san, localitzat a Seül, un temple commemoratiu per a cristians coreans, com a tornada simbòlica a la llar.